# Литва на Євробаченні Юних Музикантів
Литва брала участь у Євробаченні Юних Музикантів, що проводиться кожні два роки, лише один раз у 1994 році.

## Учасники
Умовні позначення
     Переможець
     Друге місце
     Третє місце
     Не пройшла до фіналу
     Участь скасовано
     Не брала участі
| Рік                               | Місце проведення | Учасник               | Інструмент | Фінал                      | Півфінал |
| --------------------------------- | ---------------- | --------------------- | ---------- | -------------------------- | -------- |
| 1994                              | Варшава          | Вільгельмас Чепінскіс | Скрипка    | Не вдалося кваліфікуватися | -        |
| Не брала участі в 1996-2024 роках |                  |                       |            |                            |          |